# Poliocrania
Poliocrania is een geslacht van vogels uit de familie Thamnophilidae (miervogels). Het geslacht telt één soort:
- Poliocrania exsul  –  Bruinrugmiervogel